# Uwe Kamps
Pour les articles homonymes, voir Kamps.
Uwe Kamps est un footballeur allemand né le 12 juin 1964 à Düsseldorf qui jouait au poste de gardien de but.

## Biographie
Il fait partie des joueurs qui n'ont connus qu'un seul club dans leur carrière, totalisant plus de 450 matchs sous le maillot du Borussia Mönchengladbach. Il a disputé son premier match le 3 avril 1983 contre Karlsruhe et son dernier le 22 mai 2004 contre Munich 1860. Ce dernier match est symbolique puisqu'il n'est plus le gardien titulaire lors des trois dernières saisons et il entre à 10 minutes de la fin pour se faire applaudir alors qu'on sait qu'il va prendre sa retraite. Ce match est aussi symbolique de la fin d'une époque pour le club car c'est le dernier du Borussia dans son vieux stade du Bökelbergstadion.

## Palmarès
- Vainqueur de la coupe d'Allemagne en 1995
- Finaliste de la coupe d'Allemagne en 1984 et 1992
- Médaille de bronze avec l'équipe d'Allemagne aux Jeux olympiques de Séoul en 1988